# Gierather Mühle

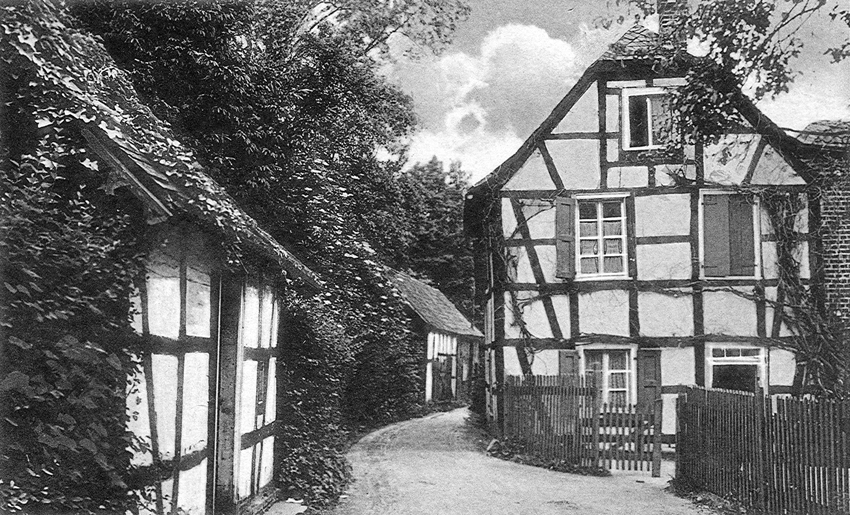
Das Wohnhaus des Müllers der links von der Strunde liegenden Mühle 1910

Die Gierather Mühle war zunächst eine Walkmühle, später eine Schleifmühle und letztlich auch eine Getreidemühle im Stadtteil Gronau von Bergisch Gladbach an der Strunde.

## Geschichte
Die älteste Urkunde über eine Mühle an der Strunde auf Bergisch Gladbacher Gebiet stammt von 1345. In ihr wird beschrieben, dass der Kölner Priester Jakob Keye den Hinterbliebenen des Hermann von Gierath, nämlich seiner Witwe Aleidis und ihren Kindern eine Rente von sechs Mark verkaufte. Zu dieser Zeit gab es in Gierath nur eine Mühle. Unbekannt ist, welche Funktion sie hatte. Um 1400 wird die Nutzung der Gierather Mühle als Walkmühle für den Tirtei- bzw. Tirteystoff. Dabei handelte es sich um ein gegenüber dem gebräuchlichen Wollstoff geringwertigeres Mischgewebe aus Wolle und Leinen, das vornehmlich für Männerbekleidung benutzt wurde.
Im Bachgerichtsprotokoll von 1584 erscheint erstmals der Hinweis, dass es sich bei der Gierather Mühle um eine Doppelmühle handelte. Das heißt, dass zu beiden Seiten der Strunde je eine Mühle stand, die mit zwei unterschlächtigen Wasserrädern angetrieben wurden. 1773 bestand immer noch eine Schleifmühle. Sie war der letzte Vertreter eines einst blühenden Gewerbes. Sicher hat man keine Schwerter mehr geschliffen, sondern Messer, Sensen und vergleichbare Schneidwerkzeuge. Die Walkmühle hatte ihre Funktion allerdings in eine Ölmühle mit einem Gerstenschälgang geändert. Die auf der linken Strunde gelegene Mühle gehörte 1823 Hermann Opterbeck und die auf der rechten Seite Wilhelm Eulenberg aus Mülheim, der auch die Diepeschrather Mühle am Mutzbach besaß. Jeder betrieb eine Ölmühle. Das war auch 1834 noch so, als jeder zwey Preßen, welche jedoch nur wechselnd gebraucht werden können zur Ölgewinnung benutzte.
Ein häufiger Eigentumswechsel seit der Mitte des 19. Jahrhunderts zeigt, dass die Zeit der Mühlen zu Ende ging. Die nördlich gelegene Fruchtmühle gehörte um 1900 den Geschwistern Röhrig, die hier auch wohnten. Als die Mahlkundschaft langsam ausblieb, wandelte Heinrich Röhrig die Mühle in eine Drechslerei um. Im Adressbuch von 1930 ist in Gierath Nr. 7 Anna Röhrig eingetragen, die neben der Gast- und Landwirtschaft auch eine Müllerei betrieb. 1939 hatte sich Anna Röhrig zur Ruhe gesetzt. Die Gastwirtschaft leitete Frau Adolf Mosbach und als Müller arbeitete Erich Esche. In den Notzeiten nach dem Zweiten Weltkrieg erlebte die Fruchtmühle noch eine kurzzeitige Renaissance. In der gegenüber liegenden Mühle arbeiteten seit dem Ende des 19. Jahrhunderts italienische Marmorbildhauer, die die Mühle zum Schleifen und Schneiden von Marmor benutzten. Um der Strunde einen freien Durchfluss zu gewähren, wurden 1970 beide Mühlräder demontiert. Erbe der Geschwister Röhrig wurde über seine Mutter Adolf Mosbach jun. In der ehemaligen Fruchtmühle entstand zunächst eine Gartenwirtschaft, später ein koreanisches Restaurant. 2004 wurde dieses Gebäude zu Wohnzwecken umgebaut. Der südliche Teil wurde 1999 von dem Architekten Bruno Wasser zu einem Wohnkomplex umgestaltet. Das zur Mühle gehörende Wohnhaus im Fachwerkstil wurde dabei mit einem historischen Strohdach gedeckt.

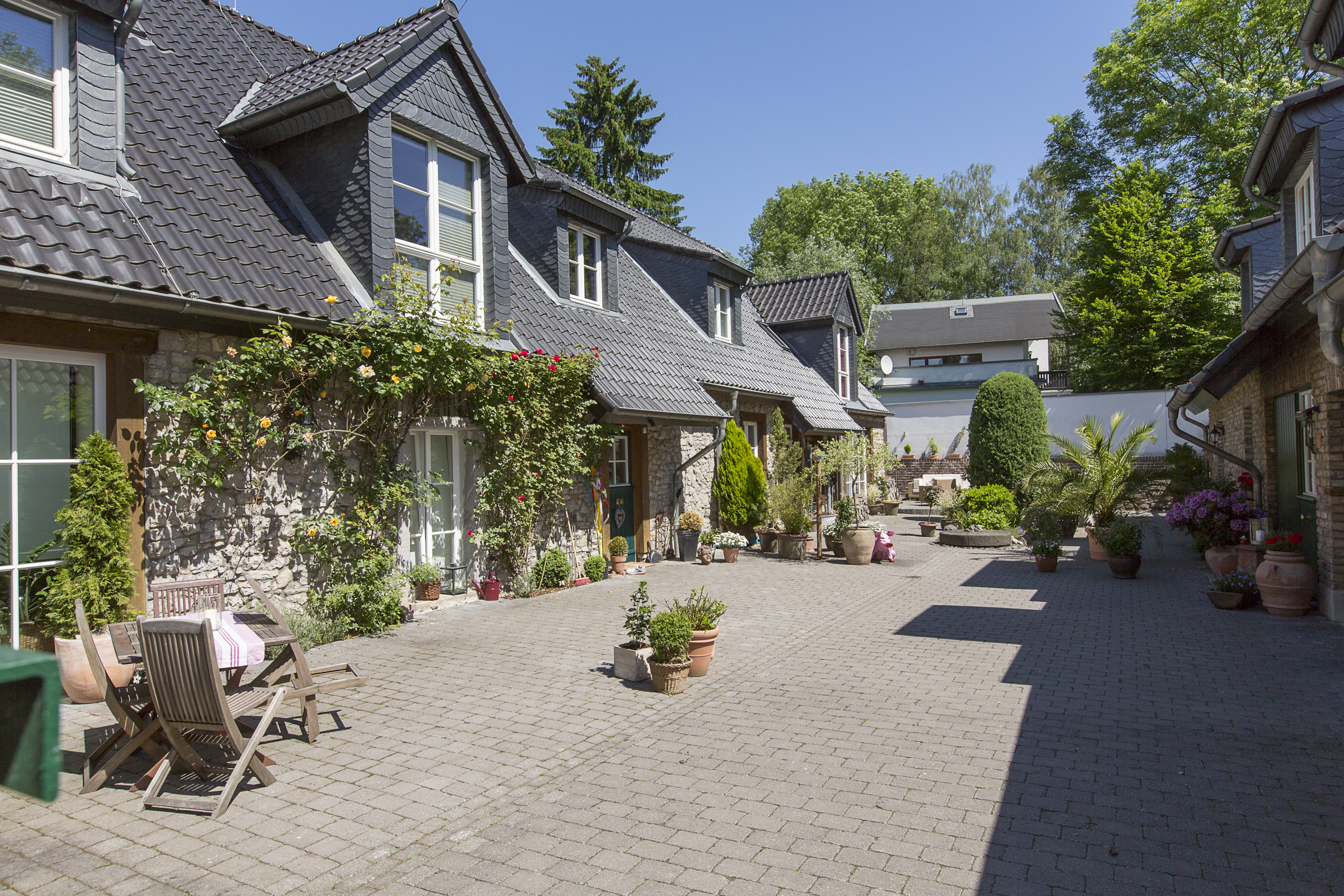
Blick in den Hof der Gierather Mühle nach der Renovierung

## Baudenkmal
Die Gierather Mühle, Gierather Mühlenweg 14, ist unter Nr. 102 in der Liste der Baudenkmäler in Bergisch Gladbach eingetragen.

## Straßenbezeichnung
Die Stadt Bergisch Gladbach hat nach dieser Mühle zwischen 1962 und 1965 den Gierather Mühlenweg benannt.